# Somogyhárságy
Somogyhárságy è un comune dell'Ungheria di 452 abitanti (dati 2008) situato nella contea di Baranya, regione Transdanubio Meridionale